# Entre el amor y el odio (álbum)
Entre el amor y el odio es el cuarto álbum de estudio del grupo mexicano, Dinora y la juventud. Fue lanzado el 20 de mayo de 2003 bajo el sello Platino Records.

## Listado de canciones
| N.º | Título                    | Escritor(es)                                     | Duración |  |
| 1.  | «Entre el amor y el odio» | Alejandro Jaén                                   | 2:56     |  |
| 2.  | «Rabia»                   | Edith Cabrera de Toledo                          | 3:55     |  |
| 3.  | «La gata bajo la lluvia»  | Rafael Pérez Botija                              | 3:09     |  |
| 4.  | «Quien»                   | Jamie Enciso • José Alfredo Bonifaz              | 3:14     |  |
| 5.  | «Así me gustas»           | Alfonso de León Pérez                            | 2:21     |  |
| 6.  | «Si quieres verme llorar» | Johnny Herrera                                   | 3:32     |  |
| 7.  | «Eres matadora»           | Bruno Lara                                       | 2:50     |  |
| 8.  | «Que te vaya bonito»      | Juan Arturo Gutiérrez                            | 3:08     |  |
| 9.  | «Te lo prometo»           | Omar Alfanno • Asdrubal Jesús Caballero Martínez | 2:37     |  |
| 10. | «Entre tú y él»           | Felipe de Jesús                                  | 3:26     |  |